# Tmarus levii
Tmarus levii là một loài nhện trong họ Thomisidae.
Loài này thuộc chi Tmarus. Tmarus levii được Arthur Merton Chickering miêu tả năm 1965.